# Hermacha fossor
Hermacha fossor is een spinnensoort in de taxonomische indeling van de Entypesidae.
Hermacha fossor werd in 1880 beschreven door Bertkau.